# Auslandschweizer-Organisation

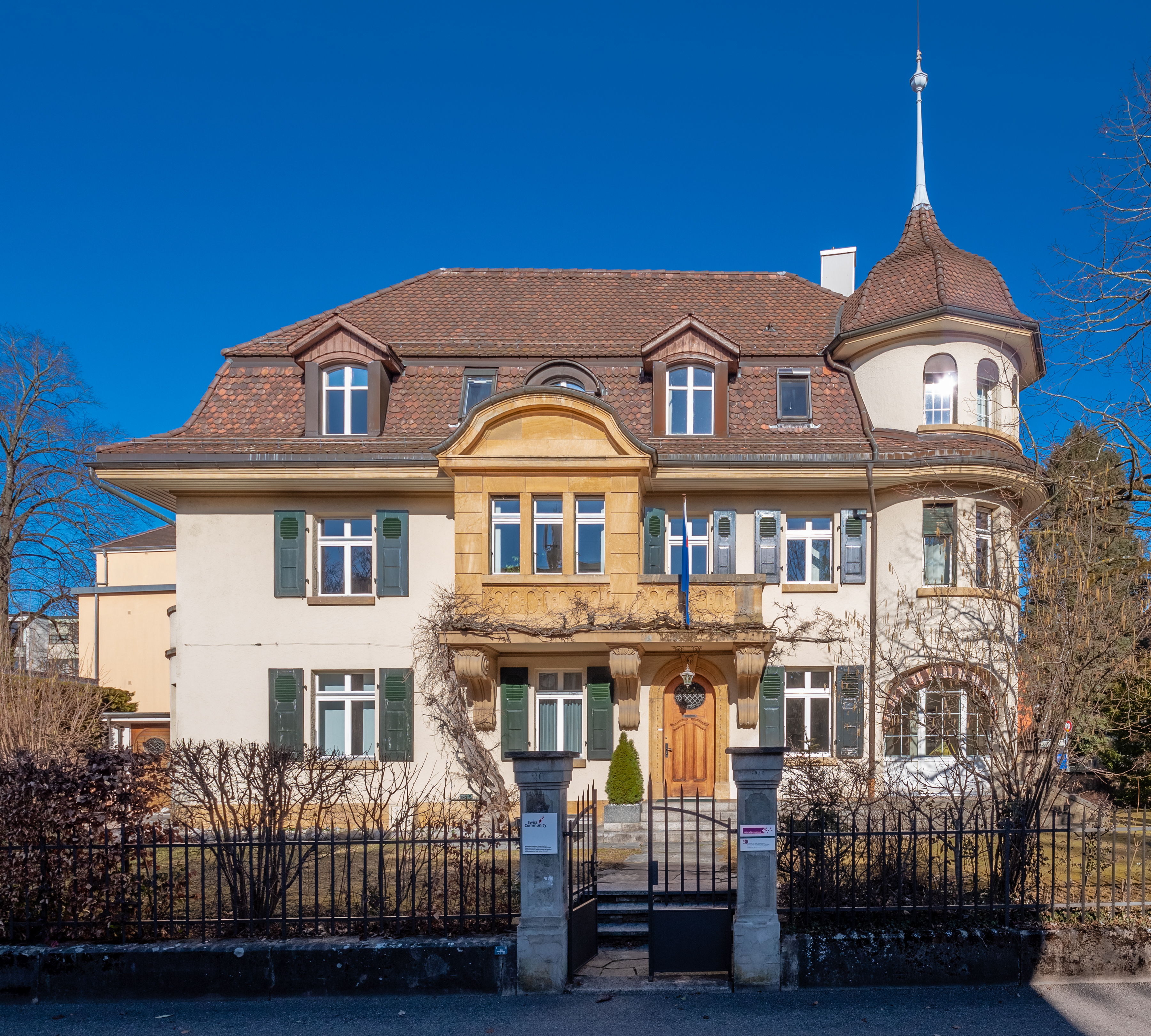
Sitz der Auslandschweizer-Organisation in Bern

Die Auslandschweizer-Organisation (ASO) wurde 1916 von der Neuen Helvetischen Gesellschaft gegründet und betreut mehr als 750 Schweizervereine und schweizerische Institutionen in aller Welt. Im Jahr 1989 erhielt sie in Form einer Stiftung eine eigene Rechtspersönlichkeit. 
Von den Behörden wird die ASO als Vertreterin der «Fünften Schweiz» anerkannt. Bis zur Annahme des Rätoromanischen als vierte Landessprache 1938 galt die ASO ab 1920 als Vertreterin der «Vierten Schweiz». Ihr höchstes Organ und gleichzeitig «Parlament der Fünften Schweiz» ist der Auslandschweizerrat mit rund 150 Mitgliedern. Das Sekretariat der ASO ist das ausführende Organ der Organisation. Präsident ist seit 2021 Filippo Lombardi, Vizepräsidentin Dominique Baccaunaud Vuillemin.

## Zugewandte Organisationen
Unter dem Dach der ASO befinden sich einige zugewandte Organisationen:
- Die Stiftung für junge Auslandschweizer (SJAS)
- educationsuisse

## Tätigkeiten
Die ASO erbringt mit rund 24 angestellten Personen vielfältige Dienstleistungen für die rund 732'000 Auslandschweizer. Dazu gehören insbesondere die Beratung und Information bei rechtlichen und praktischen Fragen im Zusammenhang mit Auswanderung, Auslandsaufenthalt und Rückwanderung. Hinzu kommen Kinder- und Jugendangebote, Ausbildungsberatungen für junge Auslandschweizer, die eine Ausbildung in der Schweiz anstreben, und die Koordination der Schweizer Schulen im Ausland.
Das Hauptereignis ist der jährlich durchgeführte Auslandschweizer-Kongress. Das traditionelle Rendezvous der «Fünften Schweiz» mit der Heimat findet jedes Jahr an einem anderen Ort in der Schweiz statt und befasst sich mit jährlich wechselnden Themen.

## Medien der Stiftung
- Die ASO ist Herausgeberin der Schweizer Revue, die in fünf Sprachen, rund 20 regionalen Ausgaben und einer Auflage von 380'000 Exemplaren an alle bei einer schweizerischen Vertretung gemeldeten Auslandschweizer-Haushalte gratis verteilt wird. Die Schweizer Revue erscheint mit sechs Ausgaben pro Jahr.
- Sechsmal jährlich versendet die ASO einen Online-Newsletter an alle Schweizervereine und schweizerischen Institutionen im Ausland sowie an alle interessierten Auslandschweizer.
- Ebenfalls sechsmal jährlich werden die rund 80 Angehörigen der Parlamentarischen Gruppe «Auslandschweizer» – National- und Ständeräte – von der ASO über die Auslandschweizer informiert.
- Die von der ASO gegründete soziale Netzwerkplattform SwissCommunity.org bietet den im Ausland lebenden Schweizerinnen und Schweizern die Möglichkeit, sich untereinander zu vernetzen und eine enge Verbindung zur Schweiz aufrechtzuerhalten.